# Костёл Святой Анны (Тлумач)
Костёл Святой Анны — храм Римско-Католической церкви, расположенный в городе Тлумач Ивано-Франковской области.

## История
Местный приход образован в XIII веке, при содействии короля Казимира Великого. Впервые Тлумачский костёл упоминается в 1214 году. В течение XVI века местный костёл трижды разрушался во время набегов татар. Трижды местная община отстраивала храм. В 1874 году деревянный храм был перенесён в деревню Викняны. В том же году началось строительство нового костела. В 1876 году строительство было окончено.
Финансирование взял на себя местный меценат Т. Брэдта, инициатором выступил священник Сава Францишек. 24 июля 1882 года архиепископ Северин Моравский консекрировал его. В 1907 году художник Ю. Крупский сделал внутреннюю роспись храма. В 1914—1918 годах костёл пострадал во время Первой мировой войны. В 1921 году З. Палка предложил проект перестройки костёла. Во время боевых действий 1939 и 1941—1944 годах храм был повреждён, во времена нахождения в составе СССР после изгнания польского населения превращён в продовольственный магазин.
В 1969 году руководство КП Украины в городе Тлумач распорядилось построить на месте храма кинотеатр «Юбилейный». 17 апреля 2015 года заброшенное здание кинотеатра, которое превратили в коммерческое здание с названием «Кинотеатр», где проходили дискотеки, приобрёл меценат Богдан Станиславский. 22 июля того же года он передал помещение в собственность Римско-Католической церкви, тогда помещение освятил архиепископ Львовский и примас Галиции Мечислав Мокшицкий. В 2015 году Богдан Станиславский заявил, что здание кинотеатра будет перестроено под облик исторического костёла.